# Pitture murali del Guercino di Casa Provenzali
Le pitture murali di Casa Provenzali sono un fregio raffigurante le gesta mitiche di Provenco, ad opera del Guercino e dei suoi allievi, site a Cento.

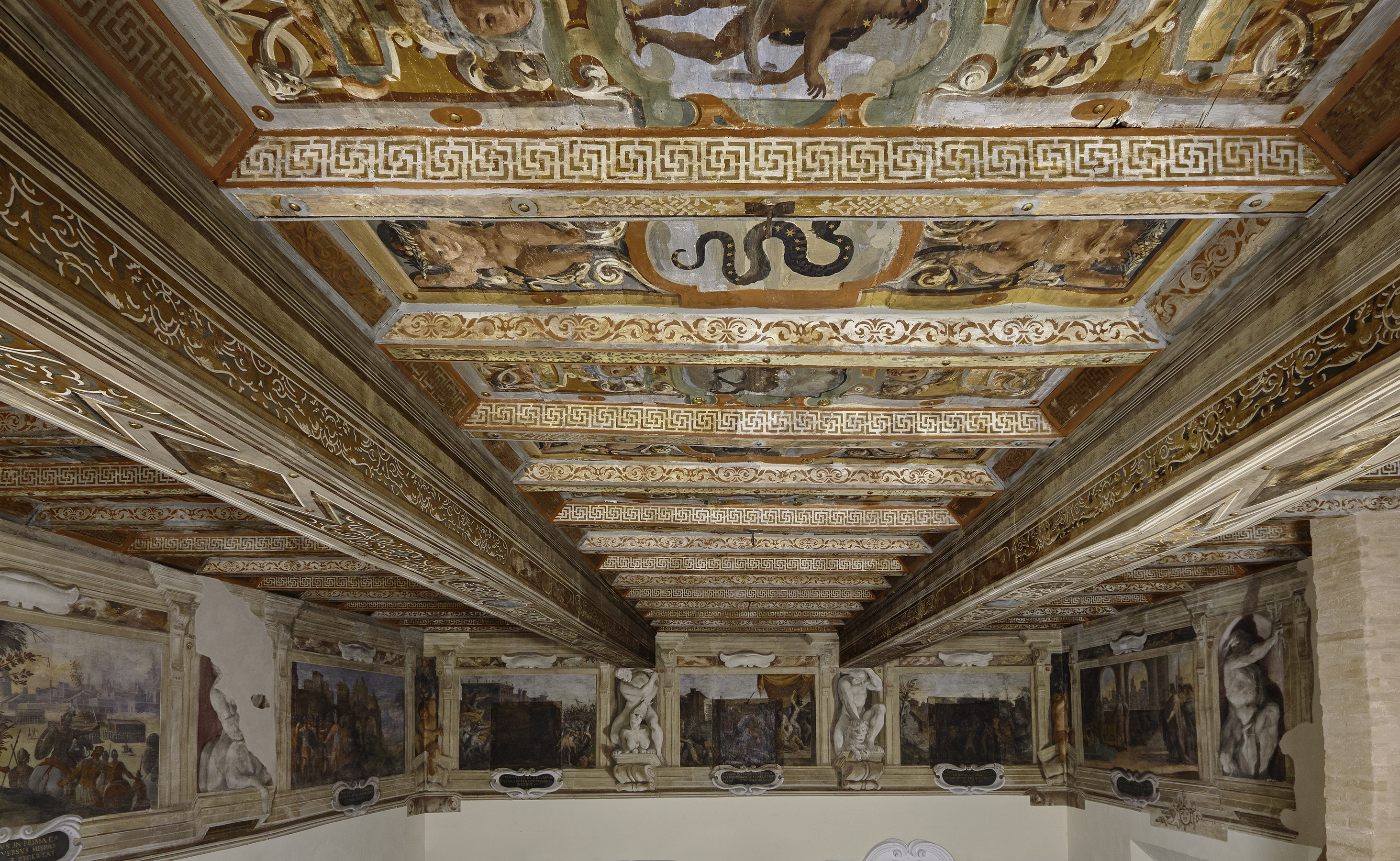

## Storia
Casa Provenzali, situata nel comune di Cento, in provincia di Ferrara, risale alla fine del XVI secolo ed è famosa – come ricorda il Malvasia, biografo del Guercino – per i fregi che il Guercino dipinse assieme ai suoi allievi nel 1613-1614. L’edificio, che il recente restauro ha rivelato essere frutto dell’accorpamento di diversi corpi di fabbrica finalizzato a trasformare diverse residenze in una unica grande dimora, ha oggi la solennità di un palazzo patrizio, caratterizzato dal settecentesco scalone scenografico, e da una serie di stanze infilate l’una dopo l’altra, con belle porte ornate.
Il fregio raffigurante le gesta mitiche di Provenco, dalla metà del XIX secolo venne coperto da un controsoffitto. Il recente restauro dell’edificio, reso necessario a causa dei danni provocati dal terremoto del 2012, ha riportato alla luce l’intero ciclo decorativo ed il prezioso soffitto ligneo, di oltre 67 m2, raffigurante le costellazioni tolemaiche (comprovate anche dalle stelle dipinte apposte sulle stesse) che appaiono inserite tra racemi di acanto e putti che alternativamente reggono ghirlande o panneggi intervallati da volti con copricapi i cui nastri formano volute e accrocchi. Alcuni particolari pittorici del fregio culminano sul soffitto comprese le ombre delle figure a monocromo.
Il ciclo pittorico in esame, come riporta lo storico dell’arte Renato Roli nel 1968, è molto probabile che sia stato commissionato dal nobile Alberto Provenzali, fratello del grande pittore e mosaicista Marcello Provenzali, che ha affidato al giovane Guercino la decorazione di una sala nella propria casa.

## Descrizione

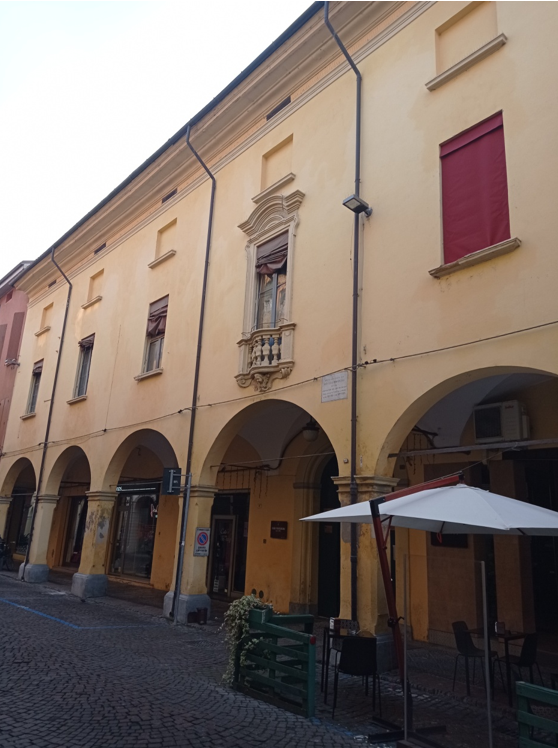
Casa provenzali, Cento.

Casa Provenzali sorge sull’omonima via perpendicolare di Corso del Guercino a Cento di Ferrara. Edificata nel XVI secolo, è tutt’ora adibita ad abitazione privata e proprietà della famiglia Benazzi. Diversi sono stati i proprietari della casa: i Tiazzi, Carandini, Verdi, Bertuzzi e dalla seconda metà dell’Ottocento Vito Diana. L’edificio per come appare dalla strada è molto grande e si sviluppa per circa ottocento metri quadri per piano, considerando il piano terra, il primo piano e il sottotetto.  Il Palazzo Provenzali si presenta con un prospetto molto ordinato e simmetrico, con un centro ben marcato segnato da una finestra con balaustra in scultura settecentesca, e un androne d’ingresso posto esattamente nel mezzo dell’edificio.
Attraverso lo scalone monumentale si accede al primo piano, che contiene le opere del Guercino sulle gesta di Provenco. Questa sala prende luce attraverso le prime due finestre poste nell’estremità sinistra dell’edificio. Gli affreschi che raffigurano le gesta di Provenco si trovano al piano nobile, ma non erano visibili fino al restauro del 2019 perché rimanevano nascosti nell’intercapedine tra l’antico soffitto e uno più basso costruito nella seconda metà dell’Ottocento. Gli affreschi sulle gesta di Provenco furono commissionati da Alberto Provenzali nel 1614/15 al Guercino, il quale via via adornò la fascia attorno al soffitto di undici storie in figure di circa tre palmi, rappresentanti le azioni di Provenco prode guerriero e capostipite della famiglia Provenzali.
Nei vari compartimenti si leggono sotto ad ognuno vari motti latini, nei quali si legge che: ” Provenco nipote di Antebrogio e di Iccio Remo primati della città di Reims segue le parti di Cesare; che pugnando Cesare contro Ariovisto Re de' Germani viene gravemente ferito; che va con Cesare a combattere in Germania; che colla flotta di Cesare passa in Bretagna; che ritorna in Italia; che combatte valentemente contro gl'Ispani; che gli vien dato il comando di una coorte ausiliaria in Egitto; che nel trionfo di Cesare incede fra i Centurioni; che dopo l'uccisione di Cesare si reca a Bologna, e si ammoglia; che per le discordie de' Bolognesi si ripara colla moglie alla Palude Padusa, ed ivi diviene Padre. Pare, che le epigrafi sottoposte ai fregi siano state inventate da Alberto per trarre da nobile principio la sua origine, e date al pittore come soggetto per le sue pitture.”.
Le undici scene sono inserite in una architettura (anch’essa dipinta) con quadrature che simulano cornici, cornicioni, lesene e capitelli, sormontate da cartigli ed elementi in finto marmo policromo. Intervallano le scene raffigurate quattro figure di telamoni monocromi sostenuti da mensole a voluta che, fittiziamente, sorreggono le due travi portanti del soffitto e quattro figure monocrome inserite entro nicchie. Ai quattro angoli, seduti su mensole, quattro putti interagiscono con festoni e frutti. Al di sotto delle scene la descrizione, entro ampi cartigli, degli episodi raffigurati. Al di sotto delle scene la descrizione, entro ampi cartigli, degli episodi raffigurati. Una descrizione molto completa sugli affreschi  delle gesta di Provenco, ci è fornita da Gaetano Atti, nel suo trattato Intorno alla vita e alle opere di G.F. Barbieri detto il Guercino. Il professor Sandro Zannarini  ha dimostrato che le scene che si susseguono nei primi sei riquadri, sono ispirate alle campagne di Giulio Cesare, descritte nel De Bello Gallico, cui si aggiungono due riquadri che descrivono gli episodi della guerra civile , con la campagna di Spagna e d’Egitto. Un nono riquadro, che raffigura il trionfo di Cesare con al seguito Provenco e gli ultimi due, molto enigmatici e di difficile interpretazione, riguardano Provenco che si sposa con Livia e si accasa in Cento. Questi ultimi tre riquadri, posti nella parete est della sala, sono di difficile interpretazione, perché in parte sono raffigurati su muro e in parte su finestrelle di legno. L’Algarotti cita una camera intitolata della musica perché era adorna di emblemi musicali e di figure analoghe, che probabilmente non era più visibile nella prima metà dell’ottocento. Queste finestrelle potevano essere tolte e i musici potevano suonare nascosti alla vista degli uditori, allietando le serate della famiglia Provenzali e presumibilmente dei loro ospiti.

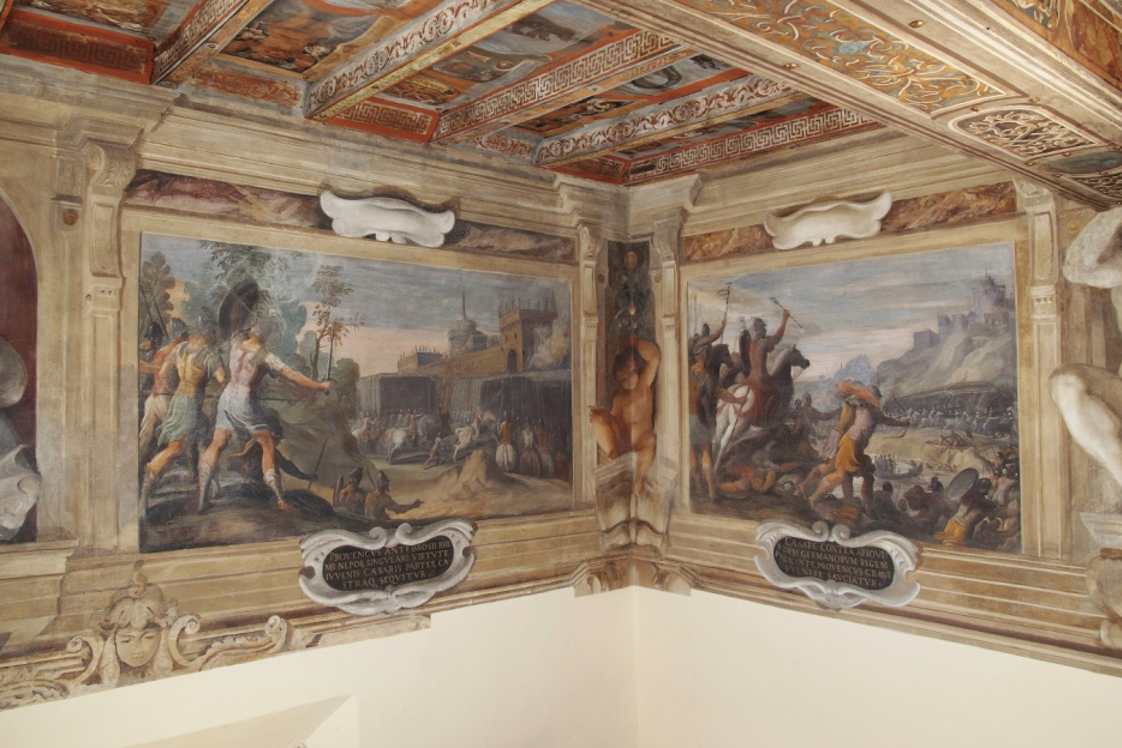
Campagna di Cesare contro Ariovisto.

Chi possa essere l’eroe Provenco, raffigurato nei vari riquadri, è difficile dirlo, ma se osserviamo attentamente i vari personaggi in primo piano nelle diverse scene, si può notare sempre un soldato con l’armatura color ocra e la folta barba collocato a fianco del comandante, o che conversa con lui, quest’ultimo di solito è rappresentato a cavallo.
Nel primo riquadro a lato del camino, a sinistra per chi entra nella sala si legge: ”Gallia Transalpina et Cisalpina decernitur”. È dipinto un loggiato ad archi, che lascia vedere un prospetto di città. Sembra la sala di un Senato con un trono. Un Imperatore entra con lo scettro, conversando con due Senatori. A fianco, dentro una nicchia Giove adirato coi fulmini in mano assiso su di un sasso, nudo e con muscoli ben marcati.
Nel secondo riquadro si legge: “ Provencus Antebrosii Rhemi nepos singulari virtute iuvenis. Caesaris partes, castraque sequitur”. Sono raffigurati una moltitudine di guerrieri astati a cavallo che assediano una Città, sulle cui mura sono presenti molte persone. A sinistra si vedono dei guerrieri appiedati radunati che brandiscono la spada con lo scudo al braccio. Al lato destro del camino vi è come confine una figura a chiaroscuro, il dio Nettuno che in bellissimo scorcio, conficca un tridente sulla testa di un pesce.
Nel terzo riquadro si legge: “Caesare contra Ariovistum Germanorum regem pugnante Provencus gravi vulnere sauciatur”. Sono visibili dei soldati in battaglia, in una pianura intramezzata da un fiume (le Doa - Flumen Dubis) che respingono chi vuole traghettare su una barca. La città che si vuole occupare, è chiamata Vesontionem, visibile su di un monte. Fra i cavalieri accorsi, e i soldati si osserva steso al suolo un soldato che sarà Provenco, con una mano sulla testa in atto dolorante, e con la sinistra imbraccia ancora lo scudo.
Nel De Bello Gallico, Giulio Cesare ci narra l’episodio: ”Dopo tre giorni di marcia gli riferirono che Ariovisto era partito dai suoi territori già da tre giorni e si dirigeva con tutte le truppe verso Vesonzione, la più grande città dei Sequani per occuparla. Vesonzione è difesa naturalmente dal fiume Dubis che la circonda quasi completamente, […]  dove non scorre il fiume, sorge un monte molto elevato, la cui base tocca entrambi i lati le sponde del Dubis. Un muro circonda il monte, lo unisce alla città e ne fa una roccaforte.”.
La scritta presente nel cartiglio, che indica il capo tribù Ariovisto, indica senza alcun dubbio che la fonte utilizzata per la rappresentazione della scena è tratta dal De Bello Gallico. Nella seconda parte del Libro primo, del De Bello Gallico, Cesare invia immediatamente un'ambasciata presso gli Edui, imponendo un patto di protezione e interesse nella causa degli Edui, ossia riguardo l'aiuto romano nella riconquista dei territori persi nel 72 a.C. durante varie battaglie contro i Germani. Nel 58 a.C. essendo imminente la minaccia di Ariovisto, capo delle tribù germaniche, Cesare non esita a cogliere l'occasione per trascinare Ariovisto nella battaglia, incontrandolo presso il Reno, e imponendo un ultimatum al popolo germanico con varie condizioni, tra cui non attraversare il fiume per giungere in Gallia.
A fianco è presente una figura a cavallo di un delfino, che sostiene la trave con gli omeri, e con le braccia. Nel quarto riquadro si legge: “Provencus in Germaniam cum Caesare contendit”. Giulio Cesare a cavallo con il mantello rosso (Giulio Cesare era solito indossare sopra la corazza un mantello rosso il paludamentum, per distinguersi dai suoi soldati), dà ordini ai soldati appiedati sulla sponda di un fiume, su cui si sta fabbricando un ponte di legno. Sono visibili inoltre, monti in lontananza, e sopra uno di questi una città, che sembra ardere.
Nel 55 a.C., Giulio Cesare deciso ad attuare un'azione decisiva intimidatoria contro i Tencteri e Usipeti, invade la Germania, facendo costruire un ponte di legno sul Reno, poiché riteneva che l’impiego delle navi non fosse abbastanza sicuro e non lo giudicava consono alla sua dignità e del popolo romano. Molto probabilmente il ponte di legno costruito da Giulio Cesare, raffigurato nel fregio è quello costruito nel 55 a.C. e fatto distruggere dopo il rientro in Gallia. La città che arde in lontananza, forse si riferisce al seguente episodio narrato nel De Bello Gallico: ” Dopo che Cesare aveva varcato il fiume, marciò verso il territorio dei Sigambri, i quali si erano ritirati nella foresta, […] Cesare diede alle fiamme tutti i villaggi e le singole abitazioni e distrusse i raccolti […].”.
A lato c’è una figura dipinta a gesso, assisa su di un cane, che col collo, e con le mani sostiene la trave.

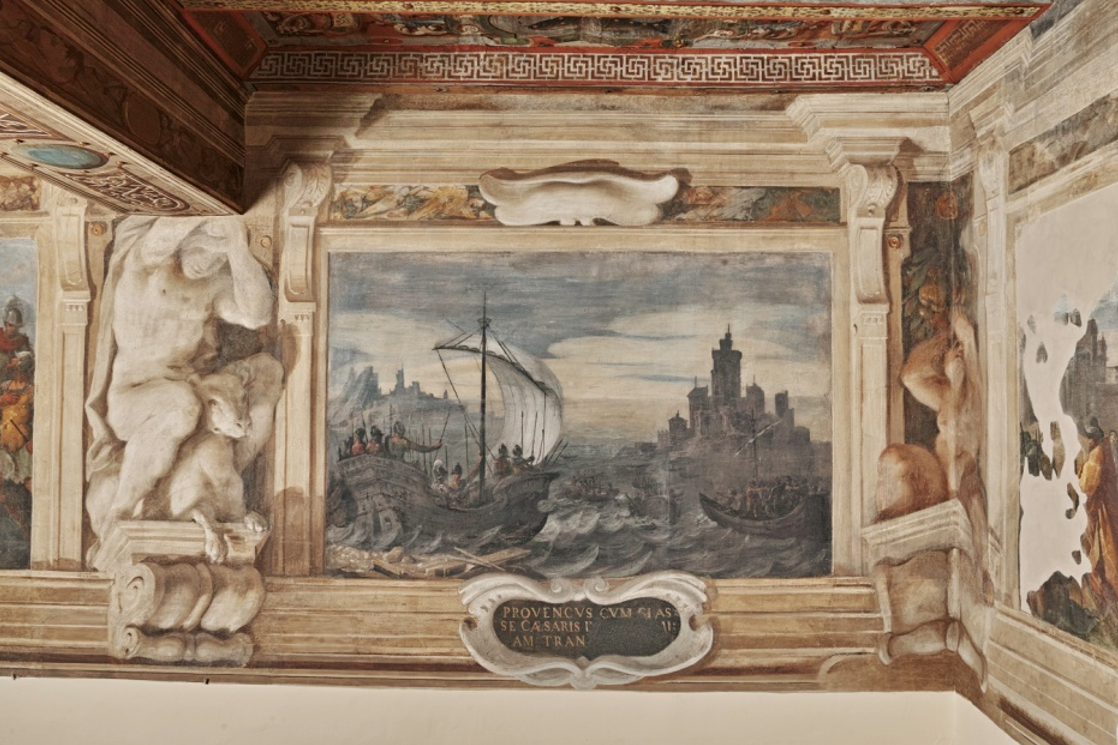
Gesta di Provenco, campagna in Britannia.
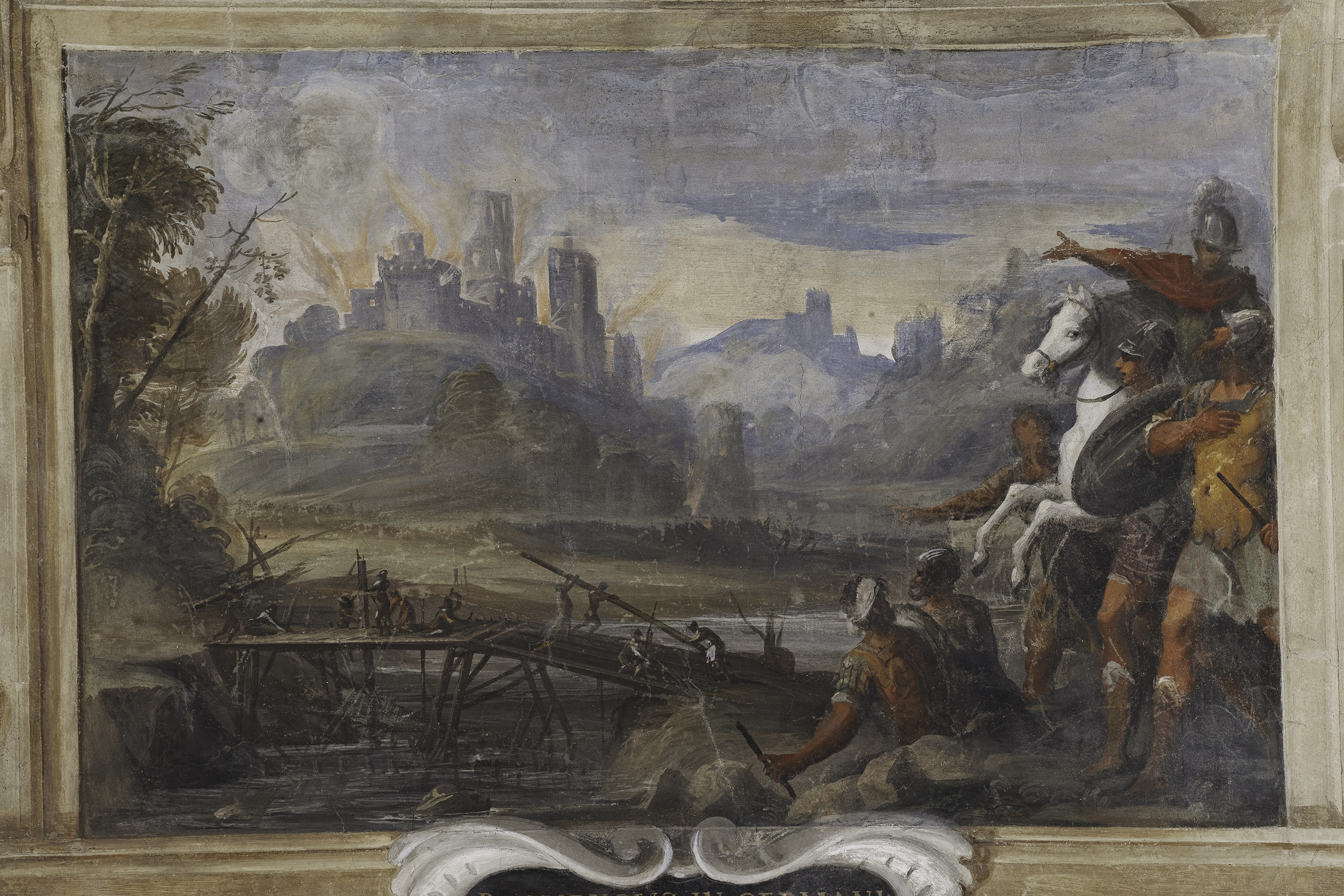
Ponte sul Reno costruito da Giulio Cesare.

Nel quinto riquadro si legge: “ Provencus cum classe Caesaris in Britanniam transvehitur”. Paesaggio marino con navi piene d'armati e in lontananza un lido con una fortezza. Sul finire dell’estate del 55 a.C., Cesare decide di conquistare la Britannia per impedire l'accesso degli aiuti alle popolazioni galliche. Essendosi conquistato l’obbedienza della tribù dei Morini, Giulio Cesare si prepara alla spedizione in Britannia, salpando con circa ottanta navi, approfittando del tempo favorevole alla navigazione. Salpò poco dopo la mezzanotte raggiungendo le coste della Britannia, verso le nove del mattino.
Nel sesto riquadro si legge: “Provencus cum Caesare in Italiam redeunte venit”. Scena di  Guerrieri a cavallo con le spade sguainate e con gli astati dietro al loro Comandante. In disparte un uomo ammantellato che non si sa chi raffiguri. La scena raffigurata rappresenta il rientro di Cesare in Italia, descritta nel Libro V, paragrafo 1, del De Bello Gallico.
Alla sua destra una figura in una nicchia probabilmente Ercole, con la clava alzata intento a vibrarla sopra all’Idra, e alle sue rinascenti teste.
Nel settimo riquadro si legge: “Provencus in prima Caesaris acic adversus Hispanos fortissime decertat”.  Spianata intorno alle mura di una grande città assediata, con schiere di soldati sul punto di iniziare il combattimento. Indietro un Cavaliere con la spada sguainata nella mano destra avanza, e altri soldati a piedi lo seguono. Raffigurazione della guerra civile tra Giulio Cesare e Pompeo, in Spagna.
A lato c’è in una nicchia con una figura a cavallo di un bue accovacciato.
Nel’ottavo riquadro si legge: ”Provencus a Caesare in Egypto auxiliariae praeficitur cohorti”. È raffigurata una città su di un poggio, e uno stuolo d'armati a piedi capitanati da un guerriero, che parla con loro, mentre una figura che sembra una donna, li precede. Alla destra del capitano, uno strano rettile spunta dalle rocce, sembra una lucertola dalle notevoli dimensioni.
Nel nono riquadro si legge: ”In triumpho Caesaris inter Centuriones incedit”. In una città ricca di palazzi, si vede il trionfo di un Generale su una biga, preceduto da un corteo militare e persone festanti.
Al confine di questo riquadro, è posto a sostegno del trave una figura a cavallo di una Sfinge, che la afferra con la mano sinistra per i capelli, e con la destra sostiene un drappo, che ha sul dorso.
Nel nono riquadro si legge: ”Caesare interfecto Provencus Bononiam se contulit, ibique Liviam ex tribu Stellat.ª uxorem ducit”. In un padiglione con un trono, si vede steso al suolo un imperatore pugnalato, sopra, vi sono alcuni congiurati con gli stiletti alzati intenzionati a finirlo, mentre altri fuggono verso una città che è poco lontana. A lato vi è una figura seduta sopra un leone sdraiato, con la mano destra appoggiata sulla testa del leone, e con il braccio sinistro sostiene la trave. Nell’undicesimo riquadro si legge: ”Provencus ob discordias Bonon . cum uxore ad Padusam paludem sese recipit, atque ibi filios ex ipsa Provenculum, et Provencialium susciti”.
È rappresentata una città con le sue mura esterne, e si vede un soldato e una donna entrambi a cavallo. Gli ultimi tre riquadri raffiguranti le gesta di Provenco, sono raffigurate in parte su muro e in parte su legno. Le tre aperture in legno che a tutt’oggi sono visibili sul fregio, comunicavano con un’altra stanza, che Atti ci riporta come citazione indiretta nel suo libro, affermando che l’Algarotti citava una camera intitolata alla musica perché era adorna di emblemi musicali, e figure analoghe, ma che attualmente non è più visibile. 
Il palazzo che ora possiamo ammirare è però il frutto di un’evoluzione successiva di fabbricati più piccoli via via accresciutesi nel tempo. Questo si può dedurre dalle planimetrie del palazzo, che testimoniano delle irregolarità che ci fanno ipotizzare che la storia di questo fabbricato sia stata ben più articolata.

## Il soffitto ligneo

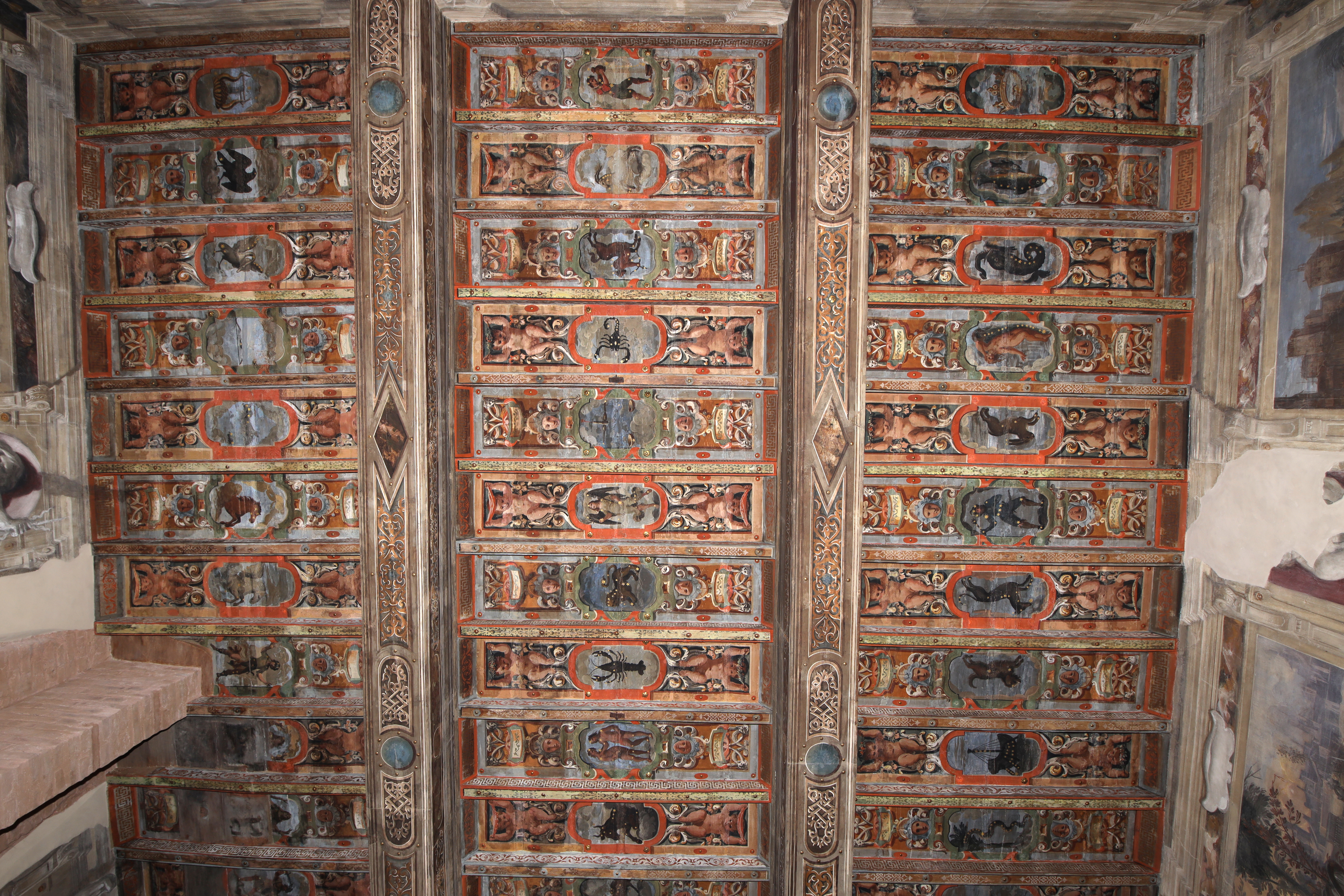

Non è ancora chiaro se fu lo stesso Alberto a commissionare anche il soffitto ligneo di soggetto astronomico. La critica ha ipotizzato una data un po’ più precoce per le decorazioni del soffitto, che potrebbero collocarsi verso la fine del Cinquecento. I motivi ornamentali delle travi e i colori saturi e vivaci rimandano infatti a una modalità decorativa molto diffusa nel bolognese alla fine del XVI secolo, mentre il tema delle costellazioni potrebbe richiamarsi alla cultura astronomica e astrologica ben radicata a Ferrara, dove un secolo prima era stato affrescato il celebre Salone dei Mesi di Palazzo Schifanoia.
Il soggetto deriva la sua iconografia da una tradizione molto antica, secondo la quale si disegnavano le costellazioni all’interno di figure (persone, oggetti, animali) secondo la pratica della pareidolia e dell’asterismo.
Il professore Sandro Zannarini, esperto di storia dell’Astronomia, ha identificato la probabile fonte delle iconografie del soffitto Provenzali in una edizione a stampa illustrata del Poeticon Astronomicon (o De Astronomia) di Igino, uno scrittore latino del I secolo d. C., la cui teoria astronomica l'aveva reso celebre come l’ ”astronomo”. Il De Astronomia di Igino ha una natura più mitologico-favolistica che astrologica e fu scritta sulla traccia di scritti risalenti ad Arato ed Eratostene. L'opera può considerarsi una raccolta di leggende, pervenuta in numerosi manoscritti medievali indipendenti e in altrettanto numerose opere a stampa pubblicate tra il XV (la prima Ferrara nel 1475) e il XVII secolo, in volumi molto spesso accompagnati da importanti rappresentazioni grafiche dei personaggi mitologici, rappresentazioni non sempre filologicamente coerenti con il testo. È il caso della sua prima pubblicazione a stampa edita a Venezia nel 1482 per conto di Erhard Ratdolt (editore e incisore tedesco) con il titolo di Poeticon Astronomicon, riedito nel 1485 e poi di nuovo nel 1570. Il testo è accompagnato da 45 splendide xilografie dedicate rispettivamente ai cinque pianeti, al Sole, alla Luna, alla Via Lattea, alla Sphera e a 41 costellazioni (19 boreali, 11 zodiacali e 11 australi) che sono rappresentate nelle rimanenti 39 tavole (Le Orse ed il Drago sono insieme).
Lo stato di conservazione del soffitto ligneo presentava vari livelli di degrado dovuti principalmente a infiltrazioni di acqua piovana dal sottotetto; ampie e vistose gore anche sui travoni, sollevamenti di pellicola pittorica, gravi distacchi delle strisce di tela. In concomitanza alla costruzione del controsoffitto e della divisione della sala, avvenuta presumibilmente a fine ottocento, venne ricavata una botola, vicino alla cappa del camino per rendere ispezionabile (dal sottotetto) la porzione di edificio rimasta occultata. In quella occasione, alcuni elementi del soffitto vennero spostati, tagliati o rimossi. In seguito alle forti scosse sismiche che hanno colpito l’Emilia Romagna nel maggio del 2012, l’edificio aveva subito notevoli danni, e il controsoffitto in canniccio era in parte crollato e in più punti lesionato. La proprietà decise quindi di recuperare l’immobile con interventi di restauro radicali. Ritornato alla luce dopo la rimozione del controsoffitto nel 2019, il soffitto policromo è costituito da un tavolato poggiante su due travoni lignei dipinti che rivestono quelli portanti.
Le congiunzioni degli assi che li compongono occultate da strisce di tela danno continuità alle raffigurazioni, in tutto quarantotto, scandite da travetti decorati. Le iconografie delle costellazioni tolemaiche sono rappresentate tra volute di acanto e putti che alternativamente reggono ghirlande o panneggi intervallate da mascheroni, tra cartigli e festoni. Come vedremo, esisterà, tra Casa Provenzali e il salone dei Mesi di Palazzo Schifanoia a Ferrara, non solo un’affinità scenografica, ma anche un punto di contatto comune, rappresentato delle astrotesie presenti nei segni zodiacali di entrambi gli impianti. Infatti, nel salone dei mesi di Palazzo Schifanoia, sono rappresentate tre fasce: quella superiore, la fascia delle divinità che sovraintende ai segni zodiacali, segue la fascia dello zodiaco, infine in quella sottostante troviamo la vita di Borso d’Este. Lo stesso copione si ripete a Casa Provenzali, dove nella fascia inferiore sono rappresentate le gesta del prode Provenco, e nel soffitto è rappresentato il firmamento formato dalle quarant’otto costellazioni.